# Рюгасаки
Рюгасаки (яп. 龍ケ崎市 Рю:гасаки-си) — город в Японии, расположенный в префектуре Ибараки.

## География и история
Город Рюгасаки расположен на востоке острова Хонсю, в префектуре Ибараки региона Канто. Статус города Рюгасаки получил 20 марта 1954 года. Площадь города составляет 78,20 км², население — 78 942 человека (1 августа 2014), плотность населения — 1009,49 чел./км². В настоящее время Рюгасаки является составной частью ареала Большого Токио, многие жители города работают в центре Токио.
В Рюгасаки находится частный экономический университет Рюцу Кэйдзай (яп. 流通経済大学 Рю:цу: Кэйдзай дайгаку) (основан в 1965 году). Город известен также изделиями своего хрустально-стекольного завода, завоевавшими в 1937 году приз на Всемирной выставке в Париже. В награду за это хрустальная посуда, созданная на заводе в Рюгасаки, закупается Императорским дворцом.
По соседству с Рюгасаки находятся города Усику, Цукуба, Инасики, Торидэ и Цукубамираи.